# Катеринопольский сельский совет
Катеринопольский сельский совет (укр. Катеринопільська сільська рада) — входит в состав
Криничанского района
Днепропетровской области
Украины.
Административный центр сельского совета находится в 
с. Катеринополь.

## Населённые пункты совета
- с. Катеринополь
- с. Заря
- с. Новая Праця
- с. Новогуровка
- с. Павловка
- с. Приволье